# Becker (Minnesota)
Becker – miasto w Stanach Zjednoczonych, w stanie Minnesota, w hrabstwie Sherburne.